# 大小黄天覇
『大小黄天覇』（だいしょうおうてんは、大小黄天霸、英語: Big and Little Wong Tin Bar）、別名『橫掃江南七霸天』（英語: Seven Little Valiant Fighters / The 7 Tyrants of Jiangnan）、また英語で『Two of a Kind』とも称される作品は、香港で制作された1962年の映画。この作品は、ジャッキー・チェンとサモ・ハン・キンポーにとって映画デビュー作となったことで知られている。2016年まで、この作品は失われた映画であると思われていた。それまで、残されていた部分は、冒頭の9分間と、5分間の会話の場面だけであった。その後、全編が再発見され、2016年2月3日にYouTubeに公開された。